# 垣花正のニュースわかんない!?
垣花正のニュースわかんない!?（かきはなただしのニュースわかんない!?）は2003年3月31日から2004年3月26日にニッポン放送で放送されていたラジオ番組。

## 概要
ニッポン放送は2003年上半期編成にて、16年に渡り放送されていた『鶴光の噂のゴールデンアワー』を終了させ、の後継番組として同局アナウンサーである垣花をパーソナリティに据えた冠番組として、再スタートした。
番組構成は、パーソナリティである垣花がリスナーと同じ視線に立ち、「ニュースがわからない」と認めるところから始め、日々のニュースについて分からない事について現場取材で食い下がり、曜日別コメンテーターが解説しつつ、"日本一わかりやすいニュースワイド番組"を自称する。また、垣花のサポート役として、レギュラーで経済アナリストの森永が出演し、他にもバラエティに富んだ日替わりコーナーで構成された番組であり、『ゴールデンアワー』時代からの内包番組もそのまま継続されている。
しかし、番組開始から1年後の2004年3月26日、レギュラーコメンテーターの森永とアシスタントの増田が平日朝のワイド番組枠のメインパーソナリティ就任に伴い、番組は終了。平日夕方の放送枠は、森永が移った平日朝のワイド番組枠にて19年に渡りパーソナリティを務めていた、元同局アナウンサーである高嶋ひでたけが実質の枠交換にて担当する事となった『笑顔満開!ひでたけ・のりこの大吉ラジオ』が開始された。一方垣花は『HOT'n HOT お気に入りに追加!』のパーソナリティとして、夜間帯の番組を5年振りに担当することとなったが、その1年後に森永と平日の朝ワイド番組枠で再度共演する事となった。

## 放送時間
※JST表記
番組後期の半年間はナイターシーズンオフ編成のため、30分放送時間が延ばされた。

### 放送終了時点
- 平日 15:30 - 18:00 - 2003年9月29日 - 2004年3月26日

### 過去
- 平日 15:30 - 17:30 - 2003年3月31日 - 2003年9月26日

## 出演者

### パーソナリティ
- 垣花正（当時：ニッポン放送アナウンサー）

### アシスタント
- 増田みのり（ニッポン放送アナウンサー）

### コメンテーター

#### レギュラー
16:30からの出演
- 森永卓郎（経済アナリスト） - 2003年3月31日 - 2004年3月26日

#### 日替わりのコメンテーター
いずれも16：20迄の出演
- 月曜：神浦元彰（軍事評論家） - 2003年10月 - 2004年3月※番組開始から2003年9月迄は隔週水曜
- 火曜：浜田和幸（国際政治経済学者、元参議院議員） - 2003年10月 - 2004年3月※番組開始から2003年9月迄は月曜
- 水曜：荻原博子（経済ジャーナリスト） - 2003年10月 - 2004年3月※番組開始から2003年9月迄は火曜（隔週）
- 木曜：福田和也（文芸評論家） - 2003年4月 - 2004年3月
- 金曜：紀藤正樹[2]（弁護士） - 2003年4月 - 2003年3月

#### 過去
- 火曜（隔週）：中瀬ゆかり（当時：新潮45編集長） - 2003年4月 - 2003年9月
- 水曜（隔週）：加治将一（作家） - 2003年4月 - 2003年9月

### リポーター
- 新保友映（当時：ニッポン放送アナウンサー） - 2003年9月29日 - 2004年3月26日

## タイムテーブル
2003年9月29日から番組終了時点
| タイムテーブル | タイムテーブル                                          | タイムテーブル |
| 時刻           | 内容                                                    | 備考 |
| -------------- | ------------------------------------------------------- | --- |
| 15:30          | オープニング                                            | |
| 15:50          | 竹村健一のずばりジャーナル                              | 一部NRN系列の内包番組、前番組からの継続                                                                                     |
| 16:00          | 曜日別のコーナー 月曜 火曜 水曜 木曜 金曜：法律相談劇場 | |
| 16:20          | 今日のおかずは何ですか？                                | |
| 16:30          | おすぎのいいすぎ!?                                      | 『ショウアップナイターニュース』から継続で、当該番組に内包され、継続する                                                    |
| 16:40          | 今日の夕刊紙のわかんない!?                              | 夕刊フジとの企画。 |
| 16:50          | 今日一番のわかんない!?                                  | |
| 17:00          | スポーツ最前線                                          | |
| 17:10          | こだわり調査団                                          | 番組開始当時、同局新人アナウンサーであった新保が、得意であったフルートを持参し、 リスナーから募った職場へ訪問し中継していた |
| 17:50          | 森永卓郎の今日の謎かけ・男はつらいよリクエスト          | 『ショウアップナイターニュース』から継続で、主に中年層の男性リスナーから 仕事場や家庭でのつらい出来事を投稿して貰うコーナー |
| 17:56          | 556天気予報                                             | |
| 17:58          | エンディング                                            | |

## 特別番組
- 垣花正の横浜のことわかんない!? 横浜市 中田市長 2004年市政を語る[3]

2004年の新春特番として、当時：横浜市長であった元衆議院議員の中田宏へのインタビュー番組として構成された。

## ネット配信
- 番組終了から5年半以上経過した2009年末、『垣花正 あなたとハッピー!』にて、同局公式携帯電話キャリア向けWebサイト「ニッポン放送オンデマンド」、「オールナイトニッポンモバイル」2つのコンテンツにて、番組が復活することを垣花が明かした。この復活番組は2009年12月9日よりニッポン放送にて『垣花正と森永卓郎のニュースわかんない!?モバイル』として2010年2月8日に配信終了するまで7分間収録したものが各6本配信された[4]。
- 2010年4月、上記コンテンツがリスナーから好評だったことで、『パソコンで復活!! 森永卓郎と垣花正のニュースわかんない!?』として月2回、上旬と中旬に無料配信が行われた[5]。

## 関連リンク
- 森永卓郎の朝はモリタク!もりだくSUN※当該番組終了させ、朝のワイド番組枠にて森永と増田が出演し、放送開始された冠番組。また、聴取率週間時は垣花も揃って出演している
- 森永卓郎 朝はニッポン一番ノリ!※当該番組終了から1年後、平日の朝ワイド枠にて開始され、垣花も合流して放送されていた
- 垣花正 あなたとハッピー!※森永の2番組終了後、2007年4月の番組編成から平日の午前ワイド枠にて垣花の冠番組として開始された番組。2018年4月時点でも放送中